# Malesco
Malesco ist eine italienische Gemeinde in der Provinz Verbano-Cusio-Ossola (VCO) in der Region Piemont und wurde mit der Bandiera Arancione des TCI ausgezeichnet.

## Lage und Einwohner
Malesco liegt 60 Straßenkilometer nördlich der Provinzhauptstadt Verbania und 20 km östlich Domodossolas im Valle Vigezzo, unweit der Grenze zum Schweizer Kanton Tessin. Dort wird das Tal Centovalli genannt. Das Gemeindegebiet umfasst eine Fläche von 43 km². Die Gemeinde hat 1337 Einwohner (Stand 31. Dezember 2023). Zu Malesco gehören die Fraktionen Finero und Zornasco. Die Gemeinde wird vom Melezzo Orientale durchflossen, der dann später in der Schweiz als Melazza in die Maggia mündet.
Nachbargemeinden sind Cossogno, Craveggia, Re, Santa Maria Maggiore (Piemont), Trontano, Valle Cannobina und Villette.

### Bevölkerungsentwicklung

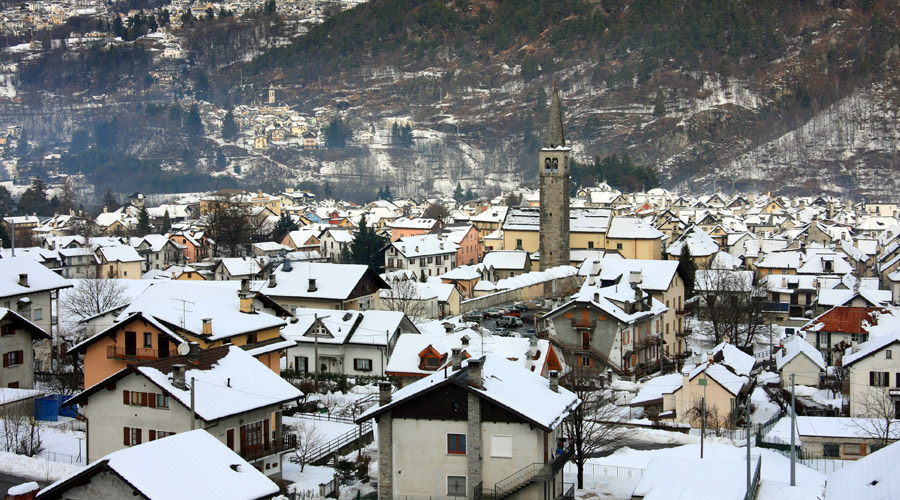
Malesco

## Geschichte
Das antike Malescum war bereits in der Römerzeit bewohnt, wie die Entdeckung von kaiserlichen Münzen, Gräbern, Ornamenten und eines Straßenpflasters einer alten römischen Straße zeigt.

## Verkehr
Malesco wird von der Società subalpina di imprese ferroviarie durchfahren. Nach Osten fährt sie als Centovallibahn nach Locarno, nach Westen führt sie nach Domodossola.

## Sehenswürdigkeiten
- Pfarrkirche Santi Pietro e Paolo wird im 14. Jahrhundert erstmals erwähnt. Die heutige barocke Struktur des Gebäudes stammt aus dem 18. Jahrhundert. Die Fresken im Inneren stammen von Giovanni Valtorta aus Mailand und die Gemälde vom lokalen Maler Sotta. Die Orgel stammt von der Firma Bernasconi aus Varese (Ende des 19. Jahrhunderts).
- Oratorium San Bernardino da Siena steht neben der Pfarrkirche. Die Gemälde stammen von Giuseppe Antonio Maria Torricelli von Lugano 1777 und seinem Bruder Giovanni Antonio.
- Ein Denkmal erinnert an das Schicksal der Kaminfegerkinder. Es zeigt den zwölfjährigen Fausto Cappini (1917–1929), der während seiner Arbeit als Kaminfeger von einem Dach zu Tode stürzte.
- Ecomuseo Ed Leuzerie e di Scherpeli.
- Die Fontana del Basilisco neben der Pfarrkirche wurde 2002 nach einem Entwurf von Giorgio Cavalli gebaut. Der Brunnen ist Teil des Ökomuseums Ed Leuzerie und Scherpelit. Der Basiliscobrunnen zeigt einen großen, einen Stein hochkletternden Drachen.[3]
- Die historische Mulino dul Tač im Ortsteil Zornasco ist Teil der Route des Ökomuseums Ed Leuzerie und Scherpelit.
- Das kleine Oratorium Madonna del Gabbi außerhalb des Dorfes am Melezzo-Bach wurde zwischen 1723 und 1727 erbaut. Das Gebäude wurde 1733 von dem Maler Giuseppe Mattia Borgnis aus Craveggia bemalt.

## Bilder

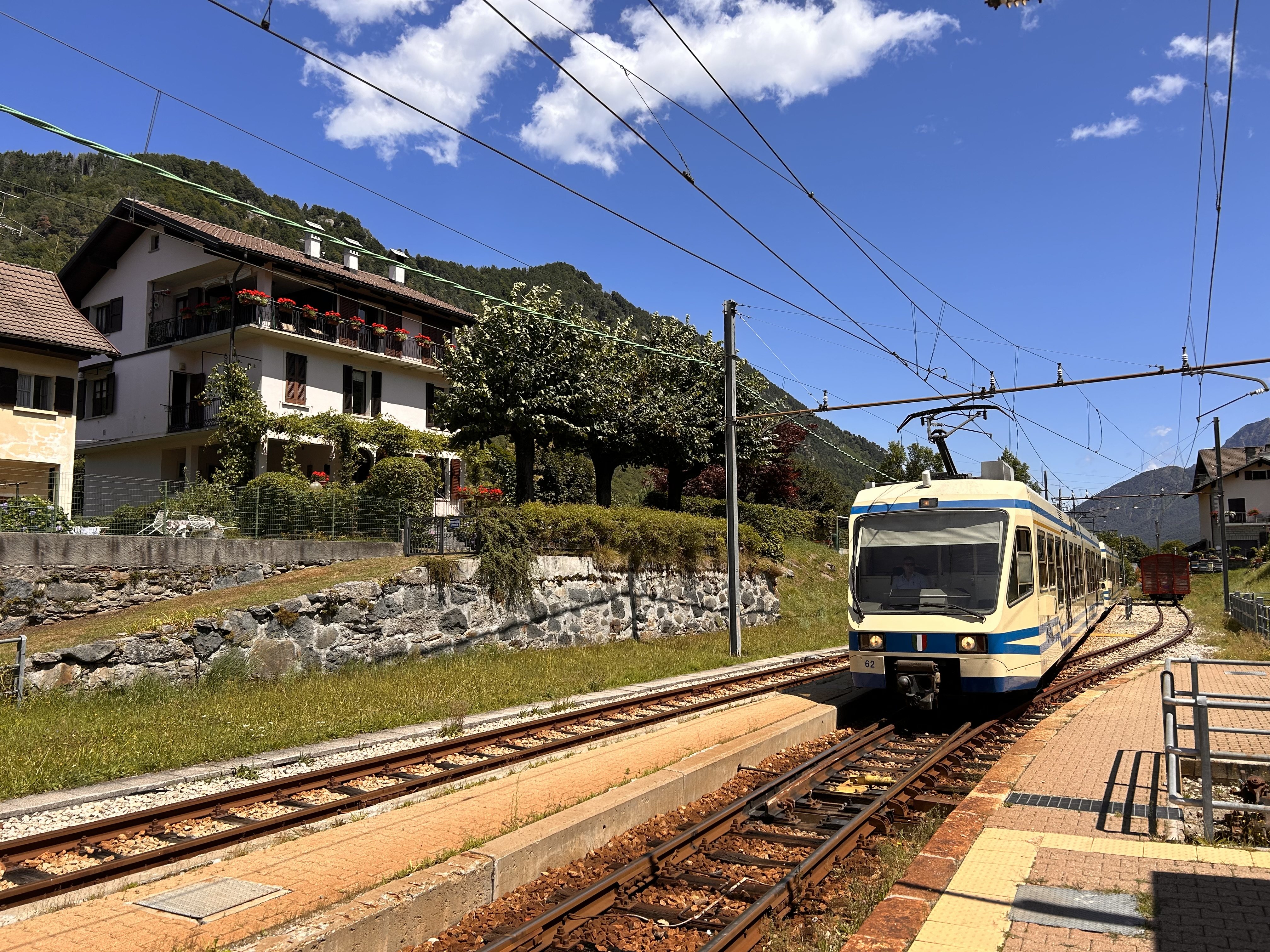
Zugeinfahrt von Osten
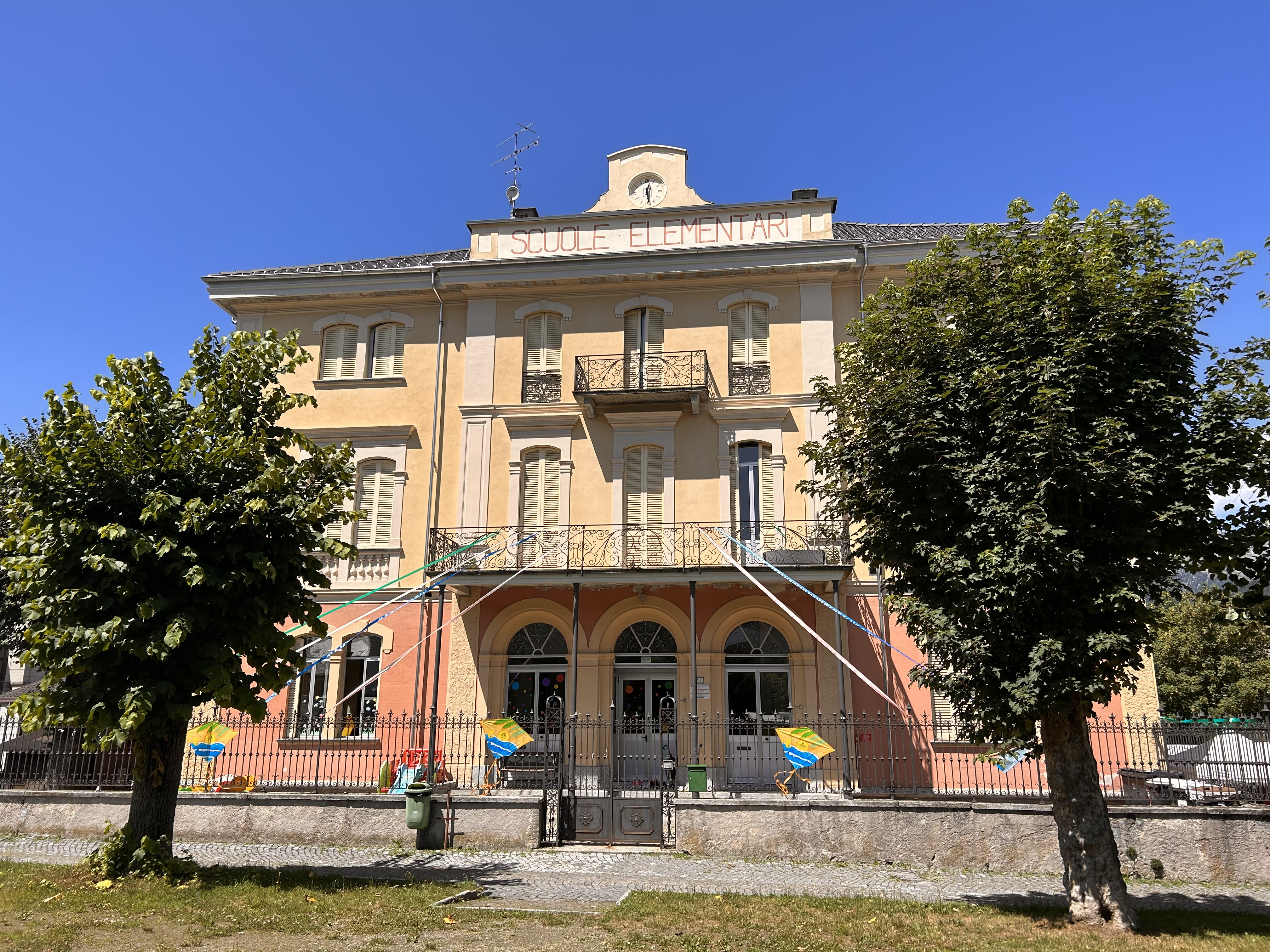
Schulhaus
Denkmal Fausto Cappini
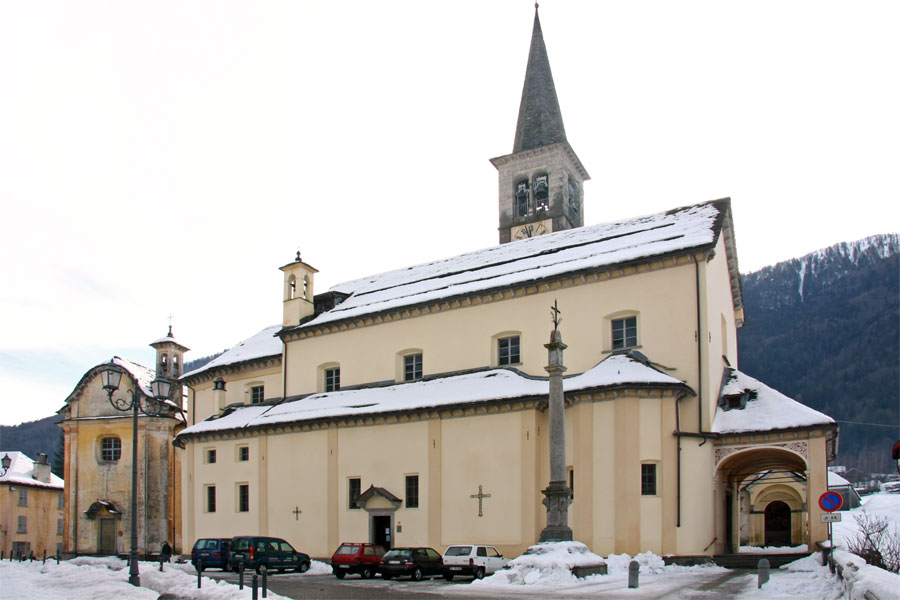
Pfarrkirche Santi Pietro e Paolo
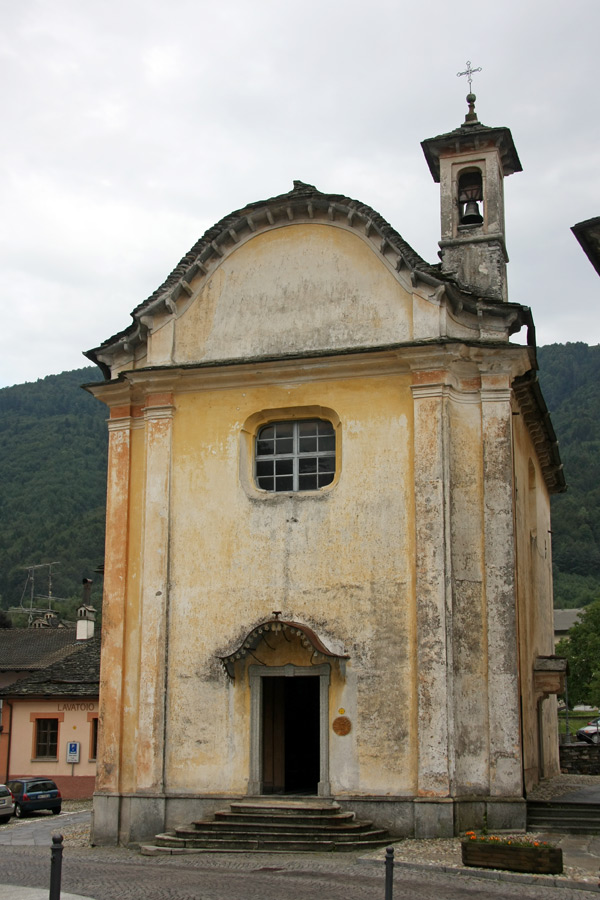
Oratorium San Bernardino da Siena
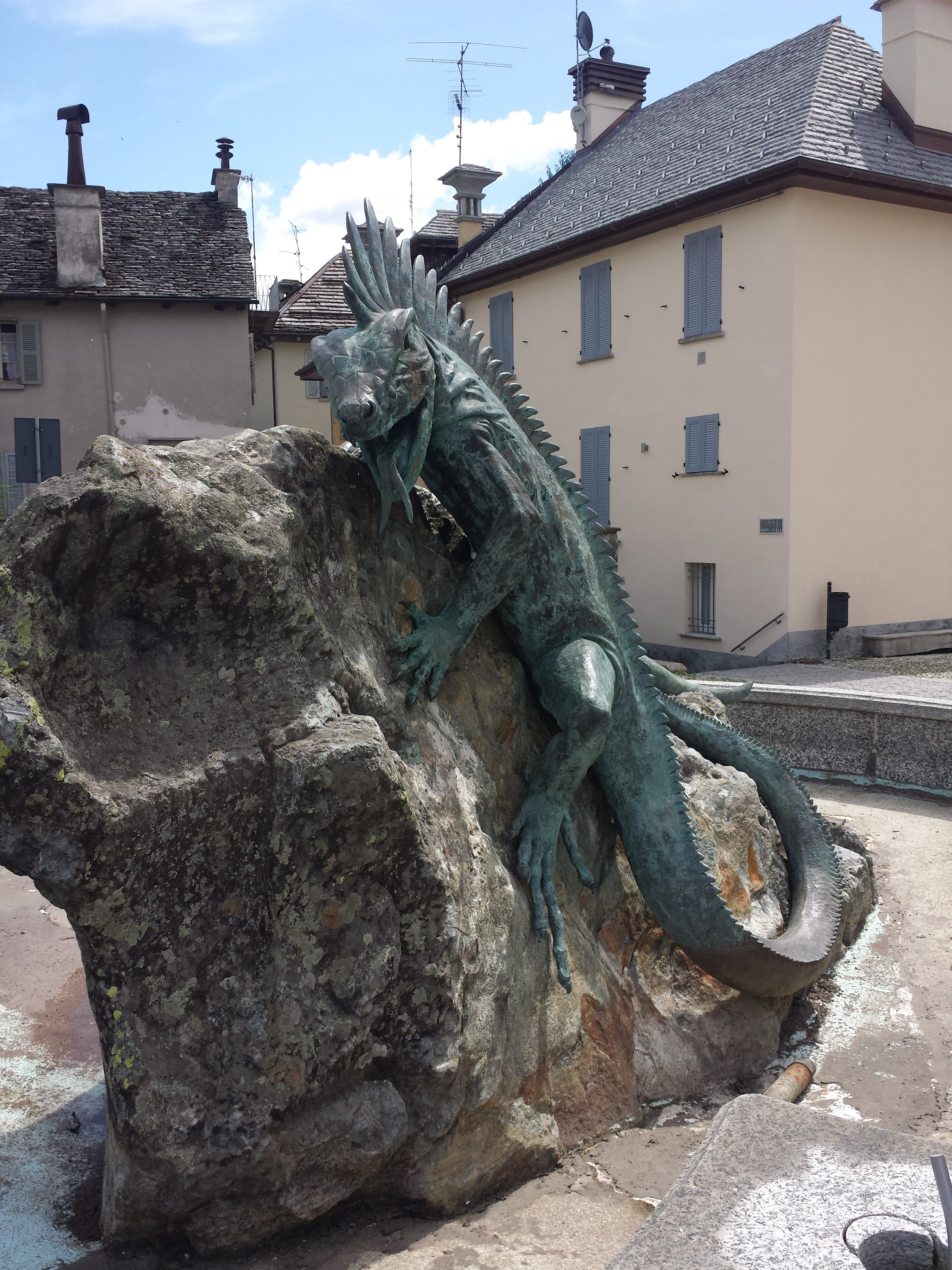
Basiliscobrunnen
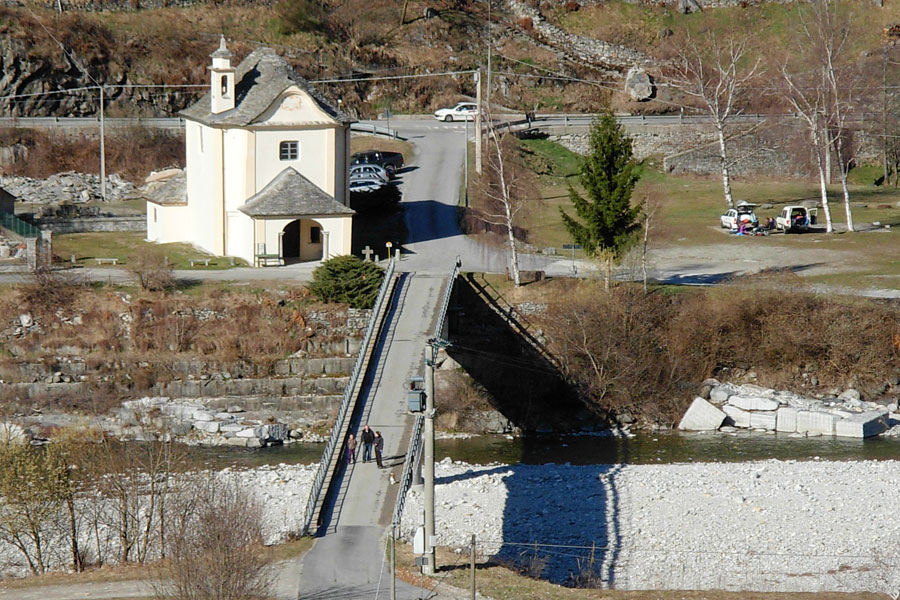
Oratorium Madonna del Gabbio
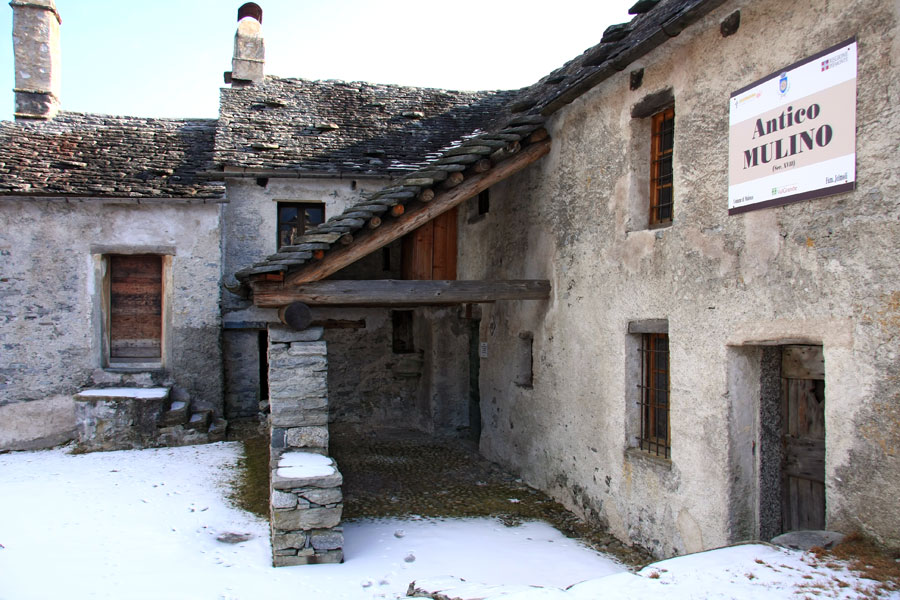
Historische Mulino dul Tač im Ortsteil Zornasco
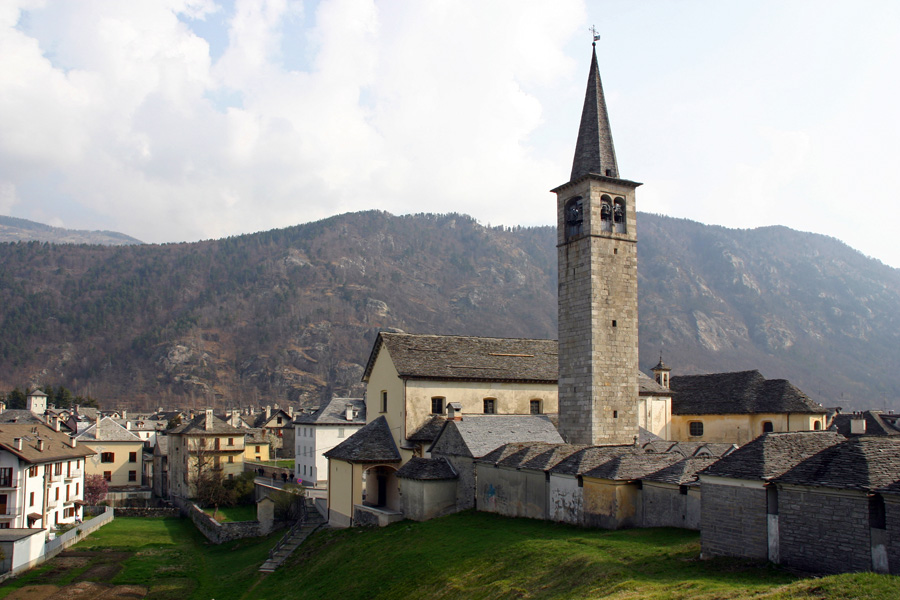
Dorfbild mit Kirche